# Сребриста чайка
Сребристата чайка  (Larus argentatus) е вид птица от семейство Чайкови (Laridae).

## Физически характеристики
Сребристата чайка има светло оперение. Гърбът и крилата ѝ са сиви, като най-дългите махови пера са черни, с бели петна по върховете. Останалите части на тялото са бели. Няма полов диморфизъм. Младите екземпляри имат кафяво оперение с петна.

## Разпространение
Видът е разпространен в Северна Европа (атлантическото и морските крайбрежия, както и навътре в сушата). Срещащият се в България някогашен подвид днес е признат в таксономията като отделен вид, жълтокрака чайка (L. michahellis); в България относително често се среща и друг много сходен на жълтокраката чайка вид, каспийската чайка (L. cachinnans).

## Начин на живот и хранене
Препитава се край морския бряг, храни се с всичко, което е подходящо за ядене и/или изхвърлено от хората, но най-много обича риба, малки раци и мекотели. Когато открият пасажи от риба, чайките се събират на ята от няколко десетки екземпляра. Понякога разнообразява храната си с мишевидни гризачи – лалугери, мишки, полевки, водни плъхове. Често се храни и с умрели риби, ракообразни и растителни отпадъци, изхвърлени от морето. На разнообразното ѝ хранене се дължи и почистващото „санитарно“ въздействие на тази чайка, която в крайморските селища оползотворява всевъзможни градски отпадъци. В края на лятото много чайки напускат градовете и се събират на хилядни ята в добруджанската ни степ, където масово се угощават с дребни гризачи и насекоми, по време на есенната оран в полята.

## Размножаване
Размножителният период започва през март. Гнезди по покриви на сгради, по скали и рядко по пясъка далеч от селищата. Гнездото си прави от клони и трева. Женската снася 2 – 4 сивосинкави яйца с тъмносиви и тъмнокафяви петна, които мъти заедно с мъжкия около 3 седмици. Родителите хранят малките с риба, като повръщат полусмляната храна в човката на малкото или на земята. Малките са много лакоми, нарастват бързо и след 40 – 45 дни правят първите опити да летят. През есента цялото семейство напуска гнездото и скита по крайбрежието. През зимата се завръщат отново в крайбрежните селища.